# Magnetické kvantové číslo
Magnetické kvantové číslo značené m, je v atomové fyzice třetí ze sady čtyř kvantových čísel (hlavní kvantové číslo, vedlejší kvantové číslo, magnetické a spinové kvantové číslo), které popisují jedinečný kvantový stav elektronu. Magnetické kvantové číslo rozlišuje orbitaly které jsou k dispozici v rámci podslupky a používá se k výpočtu azimutální složky orientace orbitalu v prostoru. Elektrony v určité podslupce (jako s, p, d, nebo f) jsou definovány hodnotami ℓ (0, 1, 2, nebo 3). Hodnota m se může pohybovat od -ℓ do +ℓ, včetně nuly. Tedy s, p, d, a f podslupky obsahují každá 1, 3, 5, a 7 orbitalů, s hodnotami m v rozmezí ±0, ±1, ±2, ±3 resp. V každém z těchto orbitalů lze umístit dva elektrony (s opačnými spiny), což tvoří základ periodické tabulky.

## Původ
Existuje sada kvantových čísel spojených s energetickými stavy atomu. Všechna čtyři kvantová čísla {\displaystyle n}, {\displaystyle \ell }, {\displaystyle m}, and {\displaystyle s} zadávají úplný a jedinečný kvantový stav jednoho elektronu v atomu zvaný vlnová funkce nebo orbital. Schrödingerova rovnice pro vlnové funkce atomu s jedním elektronem je oddělitelná parciální diferenciální rovnice. Což není případ atomů helia nebo jiných prvků v nichž elektrony vzájemně interagují. Tyto vyžadují sofistikovanější modely řešení. Vlnovou funkci jak je rozdělena ve sférických souřadnicích lze rozdělit do produktu tří funkcí poloměru, polárního úhlu a azimutu:
{\displaystyle \psi (r,\theta ,\phi )=R(r)P(\theta )F(\phi )}
Diferenciální rovnice pro {\displaystyle F} může být řešena ve tvaru {\displaystyle F(\phi )=Ae^{\lambda \phi }}. Protože hodnoty úhlu azimutu {\displaystyle \phi } lišících se o 2{\displaystyle \pi } (360 stupňů v radiánech) reprezentují stejnou pozici ve vesmíru o celkové velikosti {\displaystyle F}. F neroste s libovolně velkým {\displaystyle \phi } jako by rostl reálný exponent, koeficient {\displaystyle \lambda } musí být kvantován na celé násobky {\displaystyle i}, přičemž produkuje imaginární exponent: {\displaystyle \lambda =im}. Tato čísla jsou magnetická kvantová čísla. Stejná hodnota konstanty se zobrazí v převrácené rovnici, kde větší hodnoty {\displaystyle m}2 mají tendenci snižovat rozsah {\displaystyle P(\theta )}, a hodnoty {\displaystyle m} větší než vedlejší kvantové číslo {\displaystyle \ell } neumožňuje žádná řešení pro {\displaystyle P(\theta )}.
| Podobnost mezi kvantovými čísly | Podobnost mezi kvantovými čísly                           | Podobnost mezi kvantovými čísly    | Podobnost mezi kvantovými čísly |
| Orbital                         | Hodnoty                                                   | Počet hodnot pro {\displaystyle m} | Elektronů na podslupku          |
| ------------------------------- | --------------------------------------------------------- | ---------------------------------- | ------------------------------- |
| s                               | {\displaystyle \ell =0,\quad m=0}                         | 1                                  | 2                               |
| p                               | {\displaystyle \ell =1,\quad m=-1,0,+1}                   | 3                                  | 6                               |
| d                               | {\displaystyle \ell =2,\quad m=-2,-1,0,+1,+2}             | 5                                  | 10                              |
| f                               | {\displaystyle \ell =3,\quad m=-3,-2,-1,0,+1,+2,+3}       | 7                                  | 14                              |
| g                               | {\displaystyle \ell =4,\quad m=-4,-3,-2,-1,0,+1,+2,+3,+4} | 9                                  | 18                              |

## Součást momentu hybnosti
Osa užitá pro polární souřadnice v této analýze je zvolena libovolně. Kvantové číslo m se vztahuje k průmětu momentu hybnosti v libovolném směru, obvykle nazývaném z směr nebo osa kvantování. Lz, velikost točivého momentu ve směru osy z je dána vzorcem:
{\displaystyle L_{z}=m\hbar .}
Jedná se o součást celkového momentu hybnosti pro atomové elektrony, {\displaystyle \mathbf {L} }, jehož velikost se vztahuje k vedlejšímu kvantovému číslu podslupky {\displaystyle \ell } podle rovnice:
{\displaystyle L=\hbar {\sqrt {\ell (\ell +1)}}}
kde {\displaystyle \hbar } je redukovaná Planckova konstanta. Poznámka, toto {\displaystyle L=0} pro {\displaystyle \ell =0} a přibližně {\displaystyle L=(\ell +0.5)\hbar } pro vysoká {\displaystyle \ell }. Není možné měřit moment hybnosti elektronu ve všech třech osách současně. Tyto vlastnosti byly poprvé demonstrovány na Sternově–Gerlachově experimentu, provedeném Otto Sternem a Waltherem Gerlachem.
Energie každé vlny je frekvence násobená Planckovou konstantou. To způsobí, že se vlny zobrazují jako balíčky energie připomínající částice, nazývané kvanta. Chceme-li zobrazit každé z kvantových čísel v kvantovém stavu, vzorce pro každé kvantové číslo zahrnující redukovanou Planckovu konstantu, umožňují pouze konkrétní nebo diskrétní nebo kvantovanou energetickou hladinu.

## Efekty v magnetickém poli
Kvantové číslo m odkazuje zhruba na směr vektoru momentu hybnosti. Toto číslo má vliv na energii elektronu pouze v případě, že je v magnetickém poli, protože v nepřítomnosti jednoho, jsou všechny sférické harmonické, které odpovídají různým libovolným hodnotám ekvivalentní. Magnetické kvantové číslo určuje posun energie atomových orbitalů působením vnějšího magnetického pole (Zeemanův jev), odtud pochází název magnetické kvantové číslo. Skutečný magnetický dipólový moment elektronu v atomovém orbitalu pochází nejen z elektronového momentu hybnosti, ale také z elektronového spinu, vyjádřeného spinovým kvantovým číslem.
Vzhledem k tomu, že každý elektron má magnetický moment v magnetickém poli, bude podléhat točivému momentu, který vede k tomu, že je vektor {\displaystyle \mathbf {L} } rovnoběžný s polem, což je jev známý jako Larmorova precese.